# Fondation des Parkings
La Fondation des Parkings est un établissement autonome de droit public cantonal fondé par décision du Grand Conseil genevois en 1969. Elle est chargée de promouvoir, construire et exploiter des parcs de stationnement ainsi que d’assurer des prestations de services en la matière. Elle gère environ 200 parkings et vélostations représentant quelque 30 000 places de stationnement. 
La Fondation a une mission d’utilité publique définie dans la loi qui porte son nom (LFPark). Ayant la possibilité d'obtenir diverses sources de revenus soit par ses activités directes, soit par des investissements dans des ouvrages rentables, la Fondation est à même de réaliser des parkings à vocation sociale tels que les parkings relais ou les parkings habitants.

## Histoire

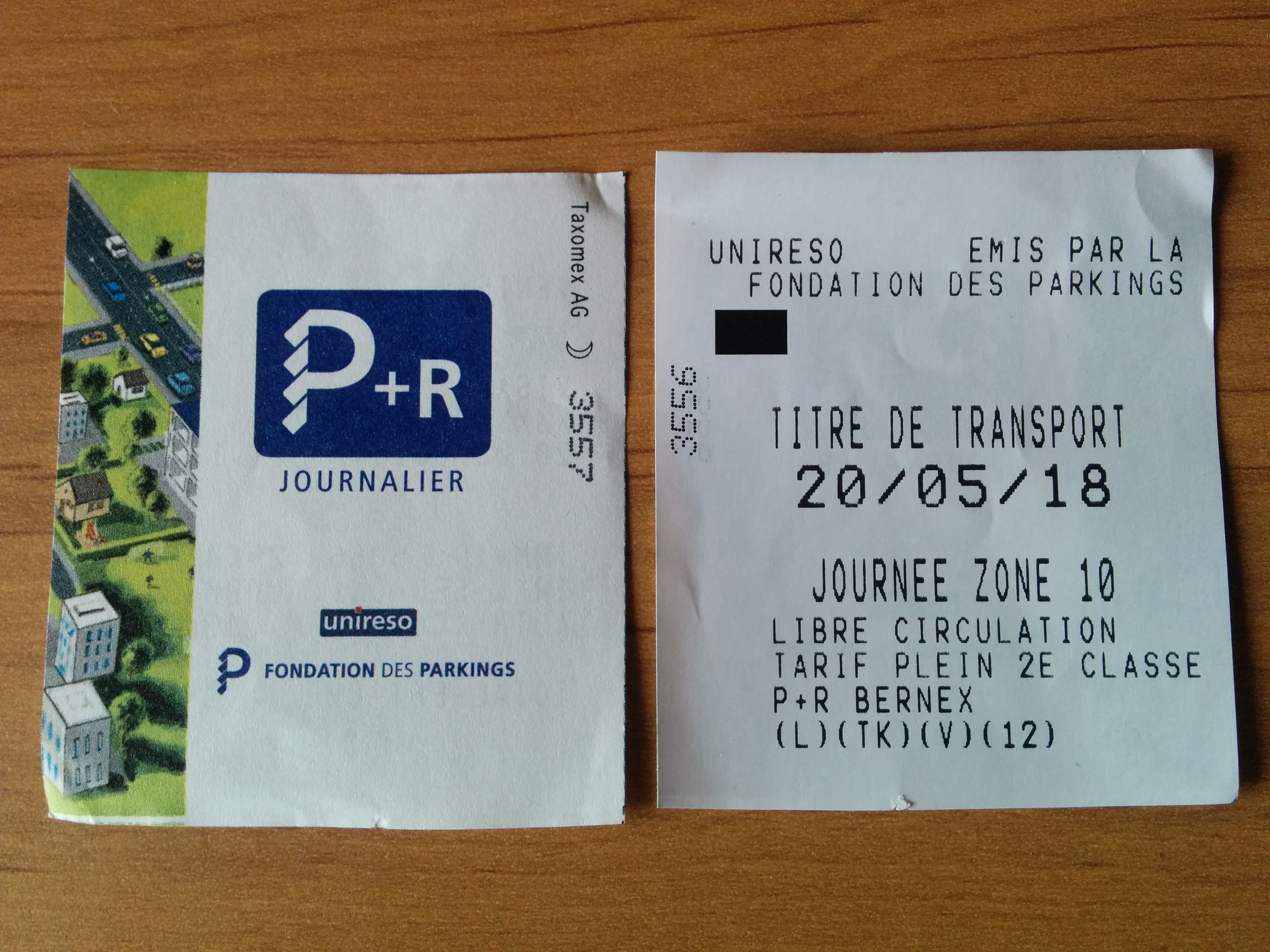
Un billet journalier zone 10 émis au P+R Bernex, au format ticket de parking.

### Origines
De 1960 à 1969, l’augmentation des immatriculations sur le canton de Genève est de près de 100 %. En 1968, il y a près de 115 000 véhicules en circulation ; il y en avait moins de 63 000 en 1960,. C’est dans ce contexte de croissance du trafic et des problèmes inhérents au stationnement que l’Etat décide de créer un organisme spécialisé pour faciliter les études, les projets et la promotion des parcs de stationnement mais également capable de construire et d’exploiter des parkings.  
La création de la Fondation des Parkings est décidée en 1968 par un vote du Grand Conseil du canton de Genève, à 45 voix contre 39. Le projet, qui consiste à transférer la gestion des places de stationnement de Genève à une entité parapublique, est porté par les libéraux, les radicaux et les chrétiens-démocrates, tandis que le parti socialiste, le parti du travail et Vigilance font initialement partie de ses opposants. La Fondation naît officiellement en 1969.
Formée à l’origine d’un petit groupe d’ingénieurs, la Fondation a eu pour tâche initiale d’esquisser les solutions pour faire face à la problématique du stationnement à Genève. Elle mène des études, enquêtes et projets de parcs de stationnement, qui se concrétisent dès 1979 avec la mise en service du parking de la Plaine de Plainpalais,. 
Parmi les parkings construits par la Fondation au centre-ville, deux sont particulièrement emblématiques :
- Le parking de la Place de Cornavin et sa galerie marchande, inaugurés en décembre 1981, 12 ans après le préavis favorable du premier Conseil de Fondation, a été le premier ouvrage en Suisse à proximité immédiate d’une grande gare CFF[8],[9];
- Le parking souterrain de Saint-Antoine, inauguré en 1995, dont la construction donne lieu à d’importantes découvertes archéologiques, notamment les murailles appartenant aux fortifications bastionnées du XVIe siècle, visibles à l'intérieur de l'édifice[10].

Dans les années 1990, la question de la politique du stationnement se radicalise et le débat politique fait rage. La privatisation et le transfert à la Fondation des agents contractuels de l'État chargée du stationnement est annoncée en 1993 avant d'être finalement abandonnée deux ans plus tard,. Les contours d’une politique du stationnement se dessinent : soutien à une politique P+R, limitation du stationnement en voirie et introduction des zones bleues,.
À partir de 1995, la Fondation se lance dans un important programme de construction de parcs relais (parkings P+R) en périphérie de Genève, pour un budget approchant les 100 millions de francs. Les parkings P+R Étoile, P+R Sous-Moulin et P+R Genève-Plage, issus de ce programme, font désormais partie des principaux parcs exploités par la société. 
1997 marque le début de la suppression des places gratuites illimitées au centre-ville et la mise en place du parking payant à 90 minutes. En 1999, c’est l’arrivée des premières zones dites “macarons” (c.-à-d. nécessitant l’obtention d’un droit de stationnement spécifique, pour pouvoir s’y parquer à la journée ou à l’année) en Ville de Genève.

### Années 2000
La révision de la Loi sur la Fondation des parkings (LFPark) de 2001 élargit la mission de la Fondation en lui confiant la gestion des droits de stationnement sur la voie publique (appelés “macarons”) dans les communes du canton proposant la prestation.
En 2003, elle est chargée du contrôle du stationnement payant (zones blanches) en Ville de Genève, en soutien aux agents municipaux. Le service du stationnement est créé pour mener à bien cette nouvelle mission. Six ans plus tard, c’est l’intégralité du contrôle (zones blanches et bleues) qui est confié au service. Par la suite, plusieurs autres communes du canton délèguent le contrôle du stationnement sur leur territoire à la Fondation.
À partir du milieu des années 2010, la Fondation évolue pour s'adapter à l'arrivée de nouvelles technologies, tout en cherchant à répondre au développement des véhicules électriques et à l'essor de la mobilité douce. La tendance en matière de gestion du stationnement est également à la dématérialisation: les autorisations papier sont progressivement remplacées par des droits stockés dans des bases de données centralisées, et le contrôle est effectué grâce à la plaque d’immatriculation du véhicule. À partir de 2015, la Fondation permet aux automobilistes de régler leur stationnement horaire et journalier par le biais d’applications dédiées. Depuis 2016, elle propose également des places de parking pour véhicules électriques avec une gratuité de la recharge.
La Fondation travaille par ailleurs à moderniser son processus de contrôle des stationnements via l'introduction en 2018 de “scan cars”, des voitures disposant d'un lecteur de plaques d'immatriculation permettant de vérifier automatiquement l'acquittement du paiement pour les véhicules auprès desquels elles passent,

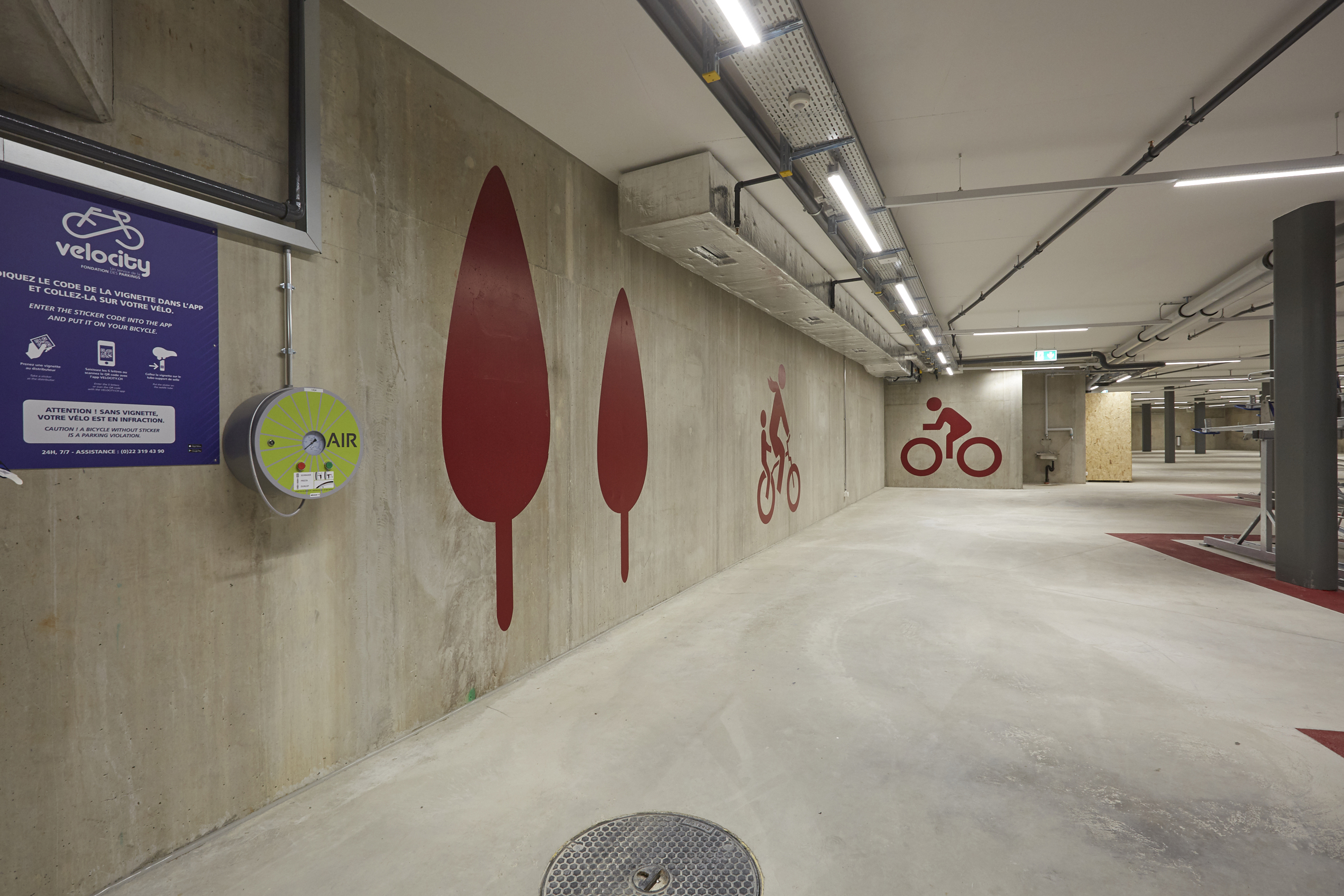
Vélostation de la gare de Lancy-Pont-Rouge

Depuis fin 2018, la politique de transfert modal du canton s'accélère, avec l’arrivée du Léman Express. Cette stratégie vise à ce que les travailleurs pendulaires aient davantage recours à des moyens de mobilité douce pour accéder au centre-ville, réduisant ainsi le trafic routier et évitant la formation de bouchons,. La Fondation met ainsi en service le parking de la gare de Chêne-Bourg en décembre 2018. Deux P+R supplémentaires sont ouverts en 2022, aux entrées de Genève et à proximité de nombreux transports publics,.
Parallèlement aux P+R, la Fondation développe son réseau de vélostations. En 2018, 4 vélostations à proximité des gares Léman Express viennent s’ajouter au 10 déjà existantes. Début 2022, elles sont au nombre de 19, accueillant plus de 3 500 places pour vélos et vélos-cargo. Elles sont accessibles via une application couplée au SwissPass.

## Activités
La Loi sur la Fondation des parkings (LFPark) la définit comme une entité de droit public, d’utilité publique, placée sous la surveillance du Conseil d’Etat. Elle est chargée, notamment, de promouvoir, construire et exploiter des parcs de stationnement ainsi que d’assurer des prestations de service en matière de stationnement. La gouvernance de la Fondation est assurée par un Conseil de Fondation de 16 personnes et un Collège de Direction de six personnes. Le Président du Conseil de Fondation est désigné par le Conseil d’Etat. Les autres membres du Conseil sont désignés par le Conseil d’Etat du canton ainsi que par le Conseil administratif de la Ville de Genève, l'Association des communes genevoises et par chaque parti représenté au Grand Conseil,. 

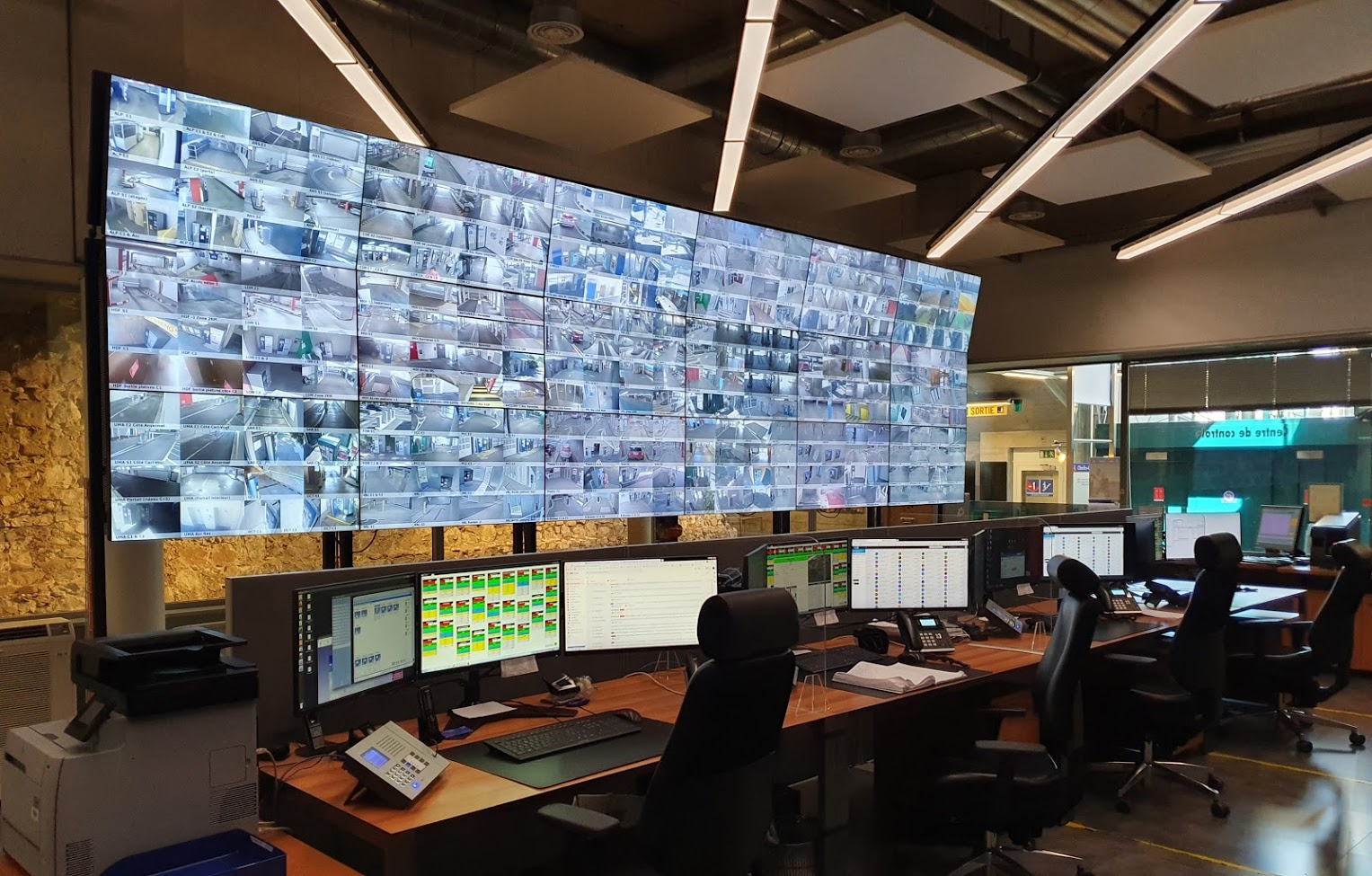
Centre de contrôle de la Fondation au Parking Saint-Antoine

La Fondation gère quelque 200 parkings et une vingtaine de vélostations, représentant environ 30 000 places de stationnement, à Genève et à l'extérieur du canton,. En 2019 près de 1,3 million de véhicules ont été contrôlés manuellement, donnant lieu à la distribution d'environ 400 000 amendes dans la seule ville de Genève. À ceci s'ajoutent plus de 5 000 contrôles journaliers effectués par les “scan cars”,  introduits en 2018. La Fondation gère également l’attribution et le renouvellement des macarons annuels de stationnement pour les habitants et les entreprises d'une vingtaine de communes genevoises.
Elle emploie environ 190 personnes réparties sur six sites. Pour répondre aux enjeux de sécurité et venir en aide aux automobilistes rencontrant des difficultés, un centre de vidéosurveillance et de télécommunications fonctionnant en continu est situé dans le parking souterrain de Saint-Antoine.
En 2020 et 2021, la moitié des bénéfices nets de chaque exercice a été reversée à l'Etat de Genève.